# 神田穣
神田 穣（かんだ じょう、1995年7月22日 - ）は、日本の俳優。埼玉県さいたま市出身。
石原プロモーション所属であったが、2020年6月下旬よりエヴァーグリーン・エンタテイメントに所属していた。2025年2月時点でエヴァーグリーンの公式サイトにプロフィール等は掲載されておらず、所属事務所は不明。

## 略歴
立教小学校、立教新座中学校、立教新座高等学校卒業。高校卒業後、カリフォルニア州の大学に野球留学したが、翌年、英語の成績が芳しくなく、ロサンゼルス近郊の大学に転学した。
2016年4月に4K未来映像プロジェクト「石原プロ次世代スター発掘オーディション」でグランプリを受賞し、主演映画での役者デビュー、秋元康の音楽プロデュースによる歌手が決定した。同年10月『究極の男は誰だ!?最強スポーツ男子頂上決戦』（TBS）でテレビ番組に初出演。翌年『クロスロード～声なきに聞き形なきに見よ～』（NHK BSプレミアム）で俳優デビューした。

## 人物
身長176cm。特技は野球、総合格闘技。趣味は筋トレ、料理である。大型二輪の免許を持っている。
姉はフリーアナウンサー、元BSフジ女子大生キャスター、ミス日本「水の天使」（2014年）の神田れいみ。

## 出演

### テレビドラマ
- クロスロード～声なきに聞き形なきに見よ～（2017年5月28日 - 7月2日、NHK BSプレミアム） - 田中啓介 役
  - クロスロード3 群衆の正義（2018年12月2日 - 23日）
- 下町ロケット 第9話（2018年12月9日、TBS） - 的場俊一（学生時代） 役
- ラジエーションハウス〜放射線科の診断レポート〜 特別編（2019年6月24日、フジテレビ） - 深澤隼人 役[4]
- ナンバMG5 第3話（2022年5月4日、フジテレビ） - 真宮翔 役
- ポップUP!ドラマ 昼上がりのオンナたち 第4話「リベンジ」（2022年6月10日〈予定〉、フジテレビ） - 恵吾 役[5]
- 刑事7人 SEASON8 第5話 (2022年8月10日、テレビ朝日)  - 梅田翔也 役
- 大奥 第6話（2023年2月14日、NHK） - 新典侍 役
- ドラフトキング 第3話・第4話（2023年4月〈予定〉、WOWOW）
- わたしのお嫁くん 第5話（2023年5月10日、フジテレビ）
- 私の知らない私 第5話（2025年2月6日、読売テレビ・日本テレビ） - 武田 役

### 配信ドラマ
- 金魚妻（2022年2月14日配信開始、Netflix） - 津多信司 役
- MALICE（2023年9月配信予定、U-NEXT） - 保坂一樹 役
- ウルトラセブン IF Story 『55年前の未来』（2023年11月25日配信開始、TSUBURAYA IMAGINATION） - モロボシ・ダン（Body Double） 役

### テレビバラエティ
- 究極の男は誰だ!?最強スポーツ男子頂上決戦（2016年10月10日、TBS）[6]
- ごごナマ（2017年6月21日、NHK総合）
- ダウンタウンなう（2019年3月1日、フジテレビ）
- ホンマでっか!?TV（2019年5月8日、フジテレビ）
- 有吉ゼミ（2019年5月20日、日本テレビ）
- 痛快TV スカッとジャパン《本当にあった！ミラクルスカッと》「バイト先の嫌がらせ女」（2019年5月20日、フジテレビ）
- 高校野球ダイジェスト メインMC（2019年7月10日 - 28日・2020年8月8日 - 23日・2021年7月9日 - 27日・2022年7月8日 - 26日・2023年7月8日 -、テレビ埼玉）
- ごはんジャパン（2020年9月26日、テレビ朝日）
- ポップUP! 「スターニュース速報」（2022年8月8日、フジテレビ）

### 映画
- シグナル100（2020年1月24日、東映） - 加藤涼 役[7]
- Fukushima 50（2020年3月6日、松竹・KADOKAWA） - 岡田健一 役
- 東京リベンジャーズ2 血のハロウィン編 決戦（2023年6月30日、ワーナー・ブラザース）

### ショートムービー
- no plan（2020年11月12日、YouTube テレパックチャンネル）[8]

- coda（2022年3月18日、YouTube テレパックチャンネル）

### CM
- GEO 50V型4K/HDR対応ベゼルレス液晶テレビ「GEOのテレビはじまる。大画面・4K/HDR対応 液晶テレビ。税込39,800円」（2020年）

### MV
- THE BEAT GARDEN『遠距離恋愛』（2021年5月3日）

### 舞台
- 銀河鉄道の夜 ジョバンニ役（2022年2月11日 - 2月14日）